# Aserbajdsjan ved sommer-OL 2016
Aserbajdsjan deltog i Sommer-OL 2016 i Rio de Janeiro, som blev arrangeret i perioden 5. august til 21. august 2016.

## Medaljer
| 2016 Rio de Janeiro | Guld | Sølv | Bronze | Total |
| Aserbajdsjan        | 1    | 7    | 10     | 18    |

### Medaljevinderne
| Aserbajdsjan under sommer-OL 2016 i Rio de Janeiro | Aserbajdsjan under sommer-OL 2016 i Rio de Janeiro | Aserbajdsjan under sommer-OL 2016 i Rio de Janeiro | Aserbajdsjan under sommer-OL 2016 i Rio de Janeiro | Aserbajdsjan under sommer-OL 2016 i Rio de Janeiro |
| Medalje                                            | Navn                                               | Sport                                              | Event                                              | Dato                                               |
| -------------------------------------------------- | -------------------------------------------------- | -------------------------------------------------- | -------------------------------------------------- | -------------------------------------------------- |
| Guld                                               | Radik Isayev                                       | Taekwondo                                          | + 80 kg                                            | 20. august                                         |
| Sølv                                               | Rustam Orujov                                      | Judo                                               | 73 kg                                              | 8. august                                          |
| Sølv                                               | Elmar Gasimov                                      | Judo                                               | 100 kg                                             | 11. august                                         |
| Sølv                                               | Mariya Stadnik                                     | Brydning                                           | 48 kg, fristil                                     | 17. august                                         |
| Sølv                                               | Valentin Demyanenko                                | Kano                                               | C-1 200 m                                          | 18. august                                         |
| Sølv                                               | Toghrul Asgarov                                    | Brydning                                           | 65 kg fristil                                      | 21. august                                         |
| Sølv                                               | Lorenzo Sotomayor                                  | Boksing                                            | Letweltervægt                                      | 21. august                                         |
| Sølv                                               | Khetag Gazyumov                                    | Brydning                                           | 97 kg fristil                                      | 21. august                                         |
| Bronze                                             | Sabah Shariati                                     | Brydning                                           | 130 kg, græsk-romersk stil                         | 15. august                                         |
| Bronze                                             | Inna Osypenko-Radomska                             | Kano                                               | K-1 200 m                                          | 16. august                                         |
| Bronze                                             | Rasul Chunayev                                     | Brydning                                           | 66 kg græsk-romersk stil                           | 16. august                                         |
| Bronze                                             | Patimat Abakarova                                  | Taekwondo                                          | 49 kg, kvinder                                     | 17. august                                         |
| Bronze                                             | Kamran Shakhsuvarly                                | Boksing                                            | Mellemvægt                                         | 18. august                                         |
| Bronze                                             | Nataliya Synyshyn                                  | Brydning                                           | 53 kg, frisil                                      | 18. august                                         |
| Bronze                                             | Haji Aliyev                                        | Brydning                                           | 57 kg, fristil                                     | 19. august                                         |
| Bronze                                             | Jabrayil Hasanov                                   | Brydning                                           | 74 kg, fristil                                     | 19. august                                         |
| Bronze                                             | Milad Beigi                                        | Taekwondo                                          | 80 kg                                              | 19. august                                         |
| Bronze                                             | Sharif Sharifov                                    | Brydning                                           | 86 kg fristil                                      | 20. august                                         |